# الباب الأثري ذو التيجان الكورنثية (الكاف)
الباب الأثري ذو التيجان الكورنثية  هو معلم أثري تونسي مصنف من قبل المعهد الوطني للتراث يقع في ولاية الكاف في الوسط الغربي التونسي، تحديدا في مدينة المدينة تم تصنيف المعلم في يوم19 مارس 1894.

## مقالات ذات صلة
- قائمة المعالم الأثرية المصنفة في تونس